# HD 10180 g
HD 10180 g è un pianeta che orbita attorno alla stella HD 10180, una nana gialla simile al Sole distante circa 128 anni luce dal Sistema solare. La sua particolarità è che orbita nella fascia abitabile del suo sistema solare.

## Parametri orbitali
Il pianeta orbita intorno alla sua stella in circa seicento giorni compiendo una circonferenza orbitale di circa 1 339 524 000 km. Ha un'eccentricità di circa 0,19 e passa da un periastro di 195 000 000 di chilometri a un afastro di oltre 267 000 000 di chilometri, come un semiasse medio di 213 300 000 di chilometri circa. 
A causa della sua eccentricità HD 10180 g passa dal limitare esterno della zona abitabile nei periodi dell'afastro, in cui la temperatura scende a circa -21 °C, a quello interno nei periodi del periastro, in cui sale a 26 °C e più. L'eccentricità permette quindi un alternarsi delle stagioni simili a quelle terrestri, sebbene esse non siano simmetriche per durata e temperatura tra i due emisferi: la durata dell'inverno all'afastro sarà superiore (ed esso risulterà più freddo) di quanto accade al periastro, discorso simile per l'estate.
L'inclinazione orbitale del pianeta è allineata col piano equatoriale della sua stella madre, così come quella di tutti gli altri pianeti del sistema. Questo fa sì la sua orbita venga in parte influenzata anche dagli altri corpi celesti del sistema : il periodo del periastro potrebbe essere causato dalla gravità combinata dei mondi più interni, mentre il periodo dell'afastro potrebbe essere generato dall'attrazione esercitata dal gigante gassoso HD 10180 h.

## Abitabilità
Il periodo di rivoluzione del pianeta attorno alla stella è di circa 600 giorni. Il pianeta è considerato potenzialmente abitabile ma, avendo una massa pari a 21 masse terrestri, si tratta quasi certamente di un gigante gassoso della classe II di Sudarsky, senza una superficie solida. Potrebbe avere condizioni simili a quelle terrestri una luna massiccia di questo pianeta; la temperatura superficiale può dipendere da vari fattori, come l'albedo e l'eventuale effetto serra causato da una densa atmosfera. 
Un punto a sfavore in questo caso è l'orbita altamente eccentrica del pianeta, con la temperatura d'equilibrio che va dai -21 a +26 °C a seconda della distanza dalla stella. La temperatura d'equilibrio è solitamente più bassa di quella effettiva in superficie nel caso di presenza di un'atmosfera; ad esempio la temperatura di equilibrio della Terra è di -18 °C, ma l'effetto serra prodotto dall'atmosfera consente di mantenere parte del calore ricevuto dal Sole, innalzando la temperatura media di oltre 30 gradi, nel caso della Terra.